# نادي سكاربورو
نادي سكاربورو هو نادي كرة قدم بريطاني أٌسس عام 1880.